# Östens hög

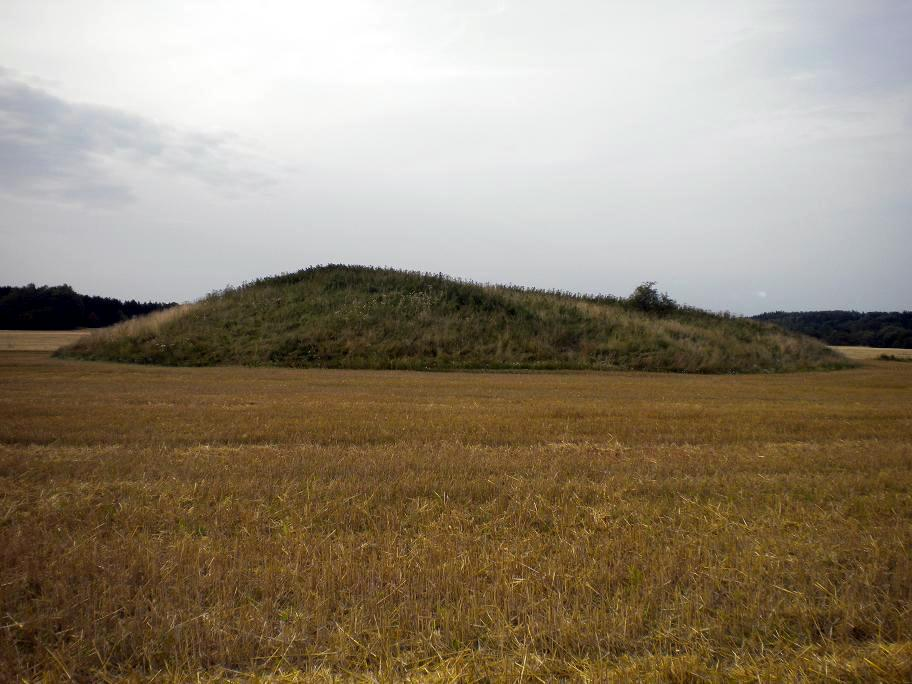
Östens hög i Östanbro

Östens hög är en gravhög från järnåldern i Östanbro, Björksta socken, i den östra delen av Västerås kommun. Högen ligger strax söder om E18 vid Sagån,  på gränsen till Enköpings kommun, strax efter avfarten mot Ängsö och Hummelsta, på vänster sida av vägen mot Hummelsta. Den är fem meter hög och 60 meter i diameter och en av de största storhögarna i Mälardalen. I mitten finns två gropar, 3–4 meter i diameter och 0,6–0,8 meter djupa, och i den östra delen finns en svacka, sannolikt efter jordtäkt. Högen kan vara anlagd under 500- eller 600-talet och vara jämngammal med närbelägna Anundshög. 
I närheten finns flera andra gravhögar samt gravfält, boplatser och  fornborgar. Denna har traditionellt, men inte tillförlitligt, förknippats med sagokungen Östen av Ynglingaätten.